# Nikki Teasley
Michelle Nicole „Nikki” Teasley (ur. 22 marca 1979 w Waszyngtonie) – amerykańska koszykarka występująca na pozycji rozgrywającej.

## Osiągnięcia
Na podstawie, o ile nie zaznaczono inaczej.
NCAA
- Uczestniczka rozgrywek:
  - Elite Eight turnieju NCAA (1998)
  - Sweet Sixteen (1998, 1999, 2000, 2002)
- Mistrzyni turnieju konferencji Atlantic Coast (ACC – 1998)
- MVP turnieju:
  - ACC (2000)
  - Winthrop Lady Eagle Classic (2002)
- Debiutantka Roku ACC (1998)
- Zaliczona do:
  - I składu:
    - ACC (2002)
    - turnieju ACC (1998–2000, 2002)

  - All-America Honorable Mention (2002 przez Associated Press)
  - II składu ACC (1999)
  - III składu ACC (2000)
- Liderka:
  - wszech czasów:
    - konferencji ACC w średniej asyst (5,8)
    - drużyny North Carolina Tar Heels w:
      - asystach (728)
      - rzutach za 3 punkty (236)

  - ACC w:
    - asystach (1998–2000, 2002)
    - przechwytach (1999)
    - skuteczności rzutów wolnych (2002)
- Uczestniczka:
  - ESPN College Slam Dunk and Three-Point Championships (2002)
  - WBCA All-Star Challenge (2002)[4]

WNBA
- Mistrzyni WNBA (2002)
- Wicemistrzyni WNBA (2003)
- MVP meczu gwiazd WNBA (2003)[5]
- Uczestniczka meczu gwiazd WNBA (2003, 2004)
- Wybrana do II składu WNBA (2003, 2004)
- Liderka WNBA w asystach (2004, 2006)

Inne
- Wicemistrzyni:
  - Rosji (2004)
  - Węgier (2006)
- Finalistka pucharu:
  - Rosji (2004)
  - Węgier (2006)
- Uczestniczka rozgrywek:
  - Euroligi (2003/04, 2005/06)
  - FIBA Women's World Cup (2003)

Reprezentacja
- Mistrzyni świata U–19 (1997)[6]